# نیو اینگلند (داکوتای شمالی)
نیو اینگلند(به انگلیسی: New England) شهری در ایالت داکوتای شمالی کشور ایالات متحده آمریکا است که جمعیت آن در سرشماری سال ۲۰۱۰ میلادی، ۶۰۰ نفر بوده‌است.